# Conde McCullough Memorial Bridge
Le Conde McCullough Memorial Bridge – ou Coos Bay Bridge – est un pont cantilever américain dans le comté de Coos, en Oregon. Ce pont routier permet le franchissement de la baie Coos par l'U.S. Route 101 entre Glasgow au nord et North Bend au sud. Ouvert à la circulation en 1936, il est inscrit au Registre national des lieux historiques depuis le 5 août 2005.